# ビアマグ

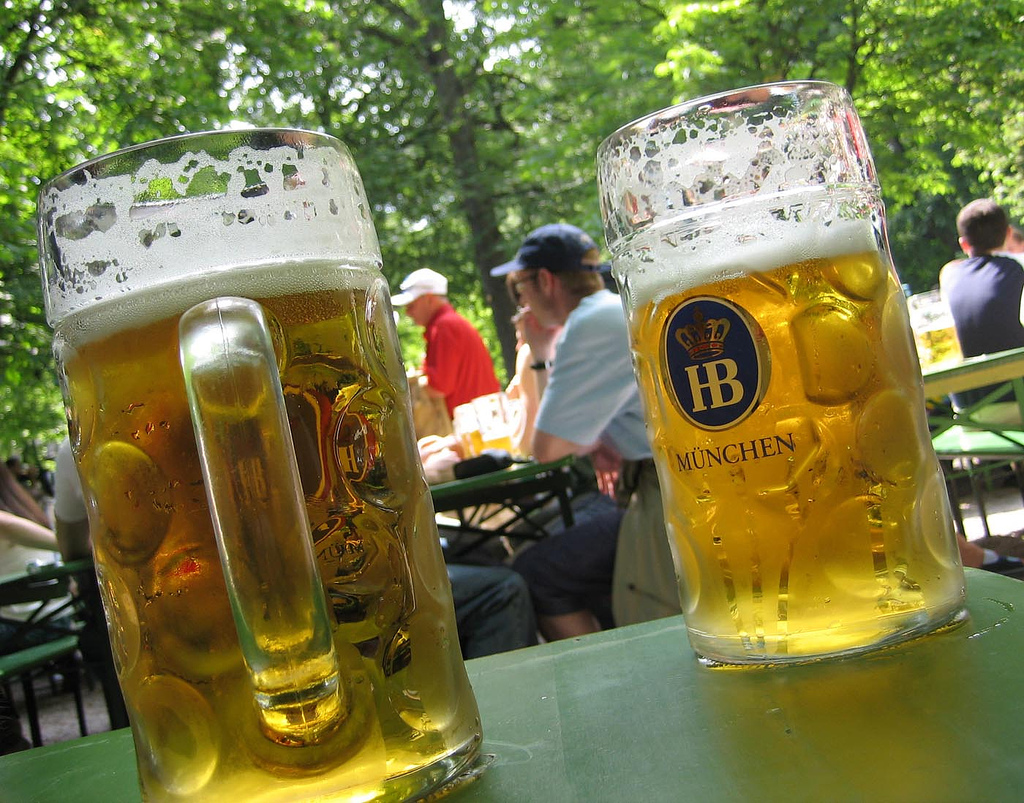
ビアマグ

ビアマグ（英: Beer mug）または、タンカード（英: Tankard）とは、ビールを飲むためのコップのことである。

## 解説
形状は、基本的に取っ手が付いた円筒状をしているが、膨らみのあるデザインのビアマグも存在する。素材は金属製、陶製など様々であったが、現在はガラス製が一般的である。陶製のものは、現在では土産物として生産される程度で、ほとんど使用されなくなった。ビアマグはマグの一種なので、ソーサーが付属することはない。
ビアマグの例
- ガラス製のビアマグ
- ピューター製のビアマグ
- 炻器製のビアマグ

## ビアマグの蓋

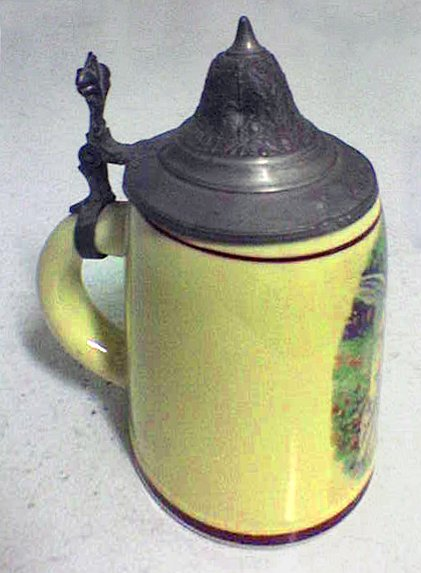
蓋付きの陶製ビアマグ

古いビアマグには蓋が付いているものが多数存在する。このビアマグの蓋は、1347年から1349年にかけてヨーロッパで起こったペストの大流行をきっかけとして付けられたもので、それ以前に蓋は存在していなかった。当時のヨーロッパの人々はハエがペストを媒介すると信じていたため、ビールを飲んでいる最中、ハエがビールに入るのを防ぐために、蓋を付けたのである。
現在は蓋のないものが一般的であり、蓋付きタイプは居酒屋の常連客が常連であることを誇示するために使ったり、せいぜい土産物として売られていることがある程度である。